# Basshunter

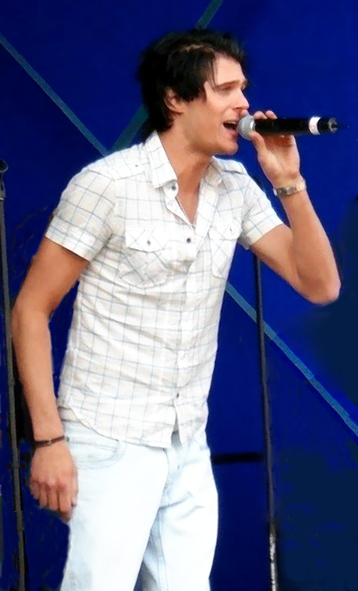
Basshunter während Konzert in Halmstad (2008)

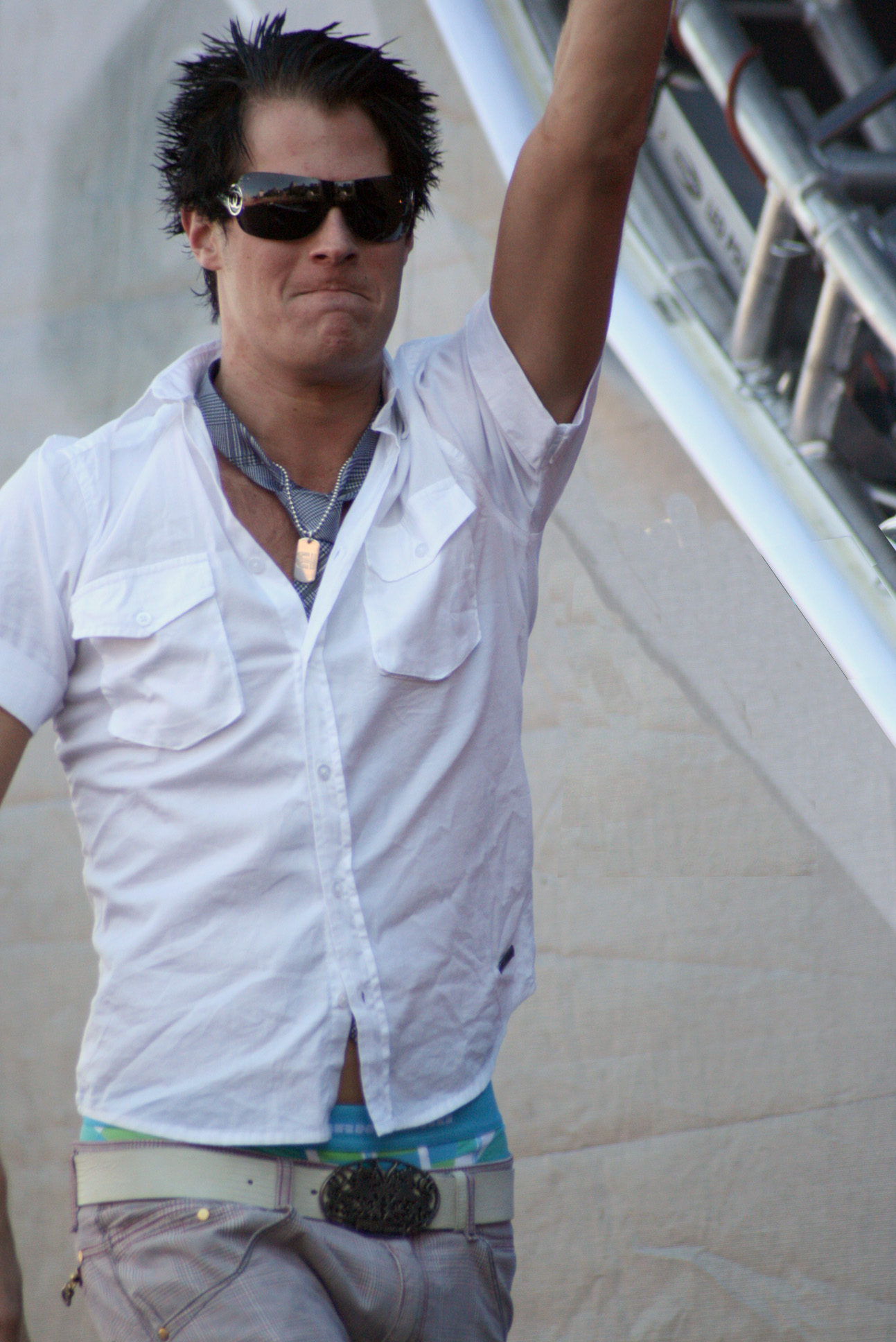
Basshunter (2007)

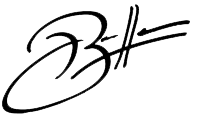
Unterschrift von Basshunter

Basshunter (* 22. Dezember 1984 in Halmstad; bürgerlich Jonas Erik Altberg) ist ein schwedischer Sänger, Musikproduzent und DJ. Basshunter hat 7 Alben veröffentlicht.

## Biografie
Jonas Altberg beschreibt seine Musik selbst als Eurodance, sie wird aber auch als Hands up klassifiziert. Er macht seine Musik nach eigener Aussage mit Hilfe seines Computers und dem Programm FL-Studio bereits seit dem Jahr 2001. Basshunter veröffentlichte seine ersten zwei Alben über seine Website. Das erste Album hieß The Bassmachine und erschien im Jahr 2004, das zweite Album hieß The Old Shit und wurde im Jahr 2006 veröffentlicht. Er wurde insbesondere in Dänemark, Finnland, Island, Norwegen und Schweden sowie in den Niederlanden nach seiner Veröffentlichung der Single Boten Anna im Jahr 2006 bekannt.
Basshunters drittes Album trägt den Titel LOL <(^^,)> und handelt, wie schon der Titel des Albums vermuten lässt, vom Internet und bezieht sich auf den damit verbundenen Netzjargon. So handelt das Stück Vi sitter i Ventrilo och spelar DotA (der Einfachheit halber DotA) davon, dass der Sänger sich in einem Ventrilo-Gespräch befindet und die Warcraft-3-Funmap DotA spielt. Im Lied geht er auch auf Spieltaktiken und -szenen ein. Die Melodie des Songs basiert auf dem Lied Daddy DJ der französischen Band Daddy DJ. Genau wie bei Boten Anna, hat Basshunter für Vi sitter i Ventrilo och spelar DotA ein eigenes englischsprachiges Pendant geschaffen: All I Ever Wanted, welches von seinem Wunsch handelt, ein bestimmtes Mädchen lächeln zu sehen.
Mitte März 2007 ist ein Basshunter-Remix des Songs Ieva’s Polka (Ievan Polkka) des finnischen Gesangsquartetts Loituma erschienen.

## Diskografie
Studioalben

| Jahr | Titel                       | Höchstplatzierung, Gesamtwochen, AuszeichnungChartplatzierungen (Jahr, Titel, Platzierungen, Wochen, Auszeichnungen, Anmerkungen) | Höchstplatzierung, Gesamtwochen, AuszeichnungChartplatzierungen (Jahr, Titel, Platzierungen, Wochen, Auszeichnungen, Anmerkungen) | Höchstplatzierung, Gesamtwochen, AuszeichnungChartplatzierungen (Jahr, Titel, Platzierungen, Wochen, Auszeichnungen, Anmerkungen) | Höchstplatzierung, Gesamtwochen, AuszeichnungChartplatzierungen (Jahr, Titel, Platzierungen, Wochen, Auszeichnungen, Anmerkungen) | Höchstplatzierung, Gesamtwochen, AuszeichnungChartplatzierungen (Jahr, Titel, Platzierungen, Wochen, Auszeichnungen, Anmerkungen) | Anmerkungen                              |
| Jahr | Titel                       | DE | AT | CH | UK | SE | Anmerkungen                              |
| ---- | --------------------------- | --- | --- | --- | --- | --- | ---------------------------------------- |
| 2004 | The Bassmachine             | — | — | — | — | — | Erstveröffentlichung: 25. August 2004    |
| 2006 | LOL <(^^,)>                 | — | AT12 (16 Wo.)AT | — | — | SE5 (8 Wo.)SE | Erstveröffentlichung: 30. August 2006    |
| 2008 | Now You’re Gone – The Album | — | AT17 (7 Wo.)AT | CH32 (4 Wo.)CH | UK1 Platin · (37 Wo.)UK | SE38 (1 Wo.)SE | Erstveröffentlichung: 14. Juli 2008      |
| 2009 | Bass Generation             | — | — | CH73 (1 Wo.)CH | UK16 Gold · (8 Wo.)UK | — | Erstveröffentlichung: 25. September 2009 |
| 2013 | Calling Time                | — | — | — | — | — | Erstveröffentlichung: 13. Mai 2013       |

## Auszeichnungen
Grammis
- 2006: Auszeichnung als Årets bästa ringsignal für Boten Anna[3]

Rockbjörnen
- 2006: Nominierung als Årets svenska låt für Boten Anna[4]
- 2006: Nominierung als Årets svenska nykomling[4]

Eurodanceweb Award
- 2006: Auszeichnung für Boten Anna[5]

NRJ Radio Award
- 2007: Auszeichnung[6]

European Border Breakers Award
- 2008: Auszeichnung für LOL <(^^,)>[7]

Eska Music Award
- 2008: Auszeichnung als Radioaktywny hit roku Era für Now You’re Gone[8]

BT Digital Music Award
- 2008: Nominierung als Best Electronic Artist or DJ[9]
- 2008: Nominierung als Breakthrough Artist of the Year[9]

MTV Europe Music Award
- 2008: Nominierung als Best New Act[10]
- 2008: Nominierung als Most Addictive Track für Now You’re Gone[10]

The Record of the Year
- 2008: Nominierung für Now You’re Gone[11]

World Music Award
- 2008: Auszeichnung als World’s Best Selling Swedish Artist[12]

Scandipop Award
- 2009: Auszeichnung als Best Male[13]

International Dance Music Award
- 2009: Nominierung als Best HiNRG/Euro Track für Every Morning[14]

Scandipop Award
- 2010: Nominierung als Best Male Single für Saturday[15]